# Kantius trichomanis
Kantius trichomanis là một loài rêu tản trong họ Calypogeiaceae. Loài này được (L.) Lindb. miêu tả khoa học lần đầu tiên năm 1875.